# Henric Blomqvist
Henric Blomqvist, född 1777 i Ekenäs, Finland, död 9 juni 1828 i Borgå, var en finländsk pianotillverkare i Borgå.

## Biografi
Blomqvist föddes 1777 i Ekenäs. I början av 1800-talet var han snickargesäll i S:t Petersburg (S:t Katarina svenska församling). Han gifte sig där 14 februari 1811 med Anna Catarina Sjöström (1783–1840). År 1818 flyttade Blomqvist till Borgå. Där fick han privilegium 22 oktober 1818 att börja tillverka musikinstrument. 20 oktober 1819 fick han privilegium att starta en möbelfabrik. Efter 1824 kom han att minska sin produktion av instrument. Han avled av lungsot 9 juni 1828.
Blomqvist införde en hantverkstradition från S:t Petersburg till Finland.

## Bevarade instrument

### Taffelpianon
Blomqvist använde två mekaniktyper: Den engelska och en enklare mekanik.
- Nummer 33 - Besiktad 18 oktober 1821. Privat ägo.
- Nummer 62 - Besiktad 23 oktober 1822. Borgå museum.
- Nummer 66 - Besiktad 25 oktober 1822.
- Nummer 76 - Besiktad 16 april 1823. Borgå museum.
- Nummer 86 - Besiktad 24 december 1824.
- Nummer ? - Besiktad 8 maj 1822. Finlands nationalmuseum.
- Okänt år och nummer. Privat ägo.
- Okänt år och nummer. Lahden kaupungimuseo.
- Okänt år och nummer. Åbo stads historiska museum.

### Flyglar
- Nummer 65 - Besiktades 2 februari 1824. Finns idag på Borgå museum.

## Medarbetare
- 1818-1823 - Henrik Lihr (1789-1833). Han var gesäll hos Blomqvist.
- 1818 - Johan Qvick (född 1797). Han var gesäll hos Blomqvist.
- 1819 - Magnus Illström (född 1803). Han var gesäll hos Blomqvist.
- 1819 - Anders Johan Åström (född 1792). Han var gesäll hos Blomqvist.
- 1819 - Johan Mattsson Grahn (Fagerlund) (född 1792). Han var gesäll hos Blomqvist.
- 1819 - Johan Johansson Rosenqvist (född 1796). Han var gesäll hos Blomqvist.
- 1819-1821 - Johan Lönnqvist (1797-1837). Han var gesäll hos Blomqvist.
- 1822-1823 - Olof Granfeldt.
- 1822-1823 - Gustaf Lönnström (1792-1848). Han var gesäll hos Blomqvist.